# 三柱之神
三柱之神是日本神道三位尊神的並稱。可能是：
- 造化之神：天御中主神、高皇產靈神、神皇產靈神
- 五穀守護之神：稚產靈神、倉稻魂神、保食神
- 和歌之神：住吉明神、玉津島明神（日语：玉津島神社）、柿本人麻呂；另說：柿本人麻呂、山部赤人、衣通姬

## 另見
- 三貴子
- 三神器

|  | 这是一个同类索引条目，列出擁有相同或近似名稱的同類型項目。 若您循內部連結來到此頁面，請考慮修正該，將其指向正確的條目。 |